# Macrobrachium tiwarii
Macrobrachium tiwarii is een garnalensoort uit de familie van de Palaemonidae. De wetenschappelijke naam van de soort is voor het eerst geldig gepubliceerd in 1988 door Jalihal, Shenoy & Sankolli.